# Летючий човен

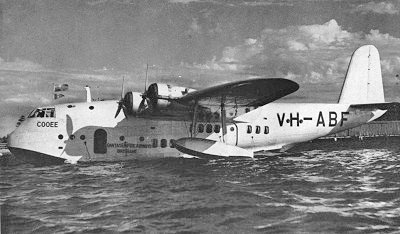
Британський середній летючий човен Short Empire

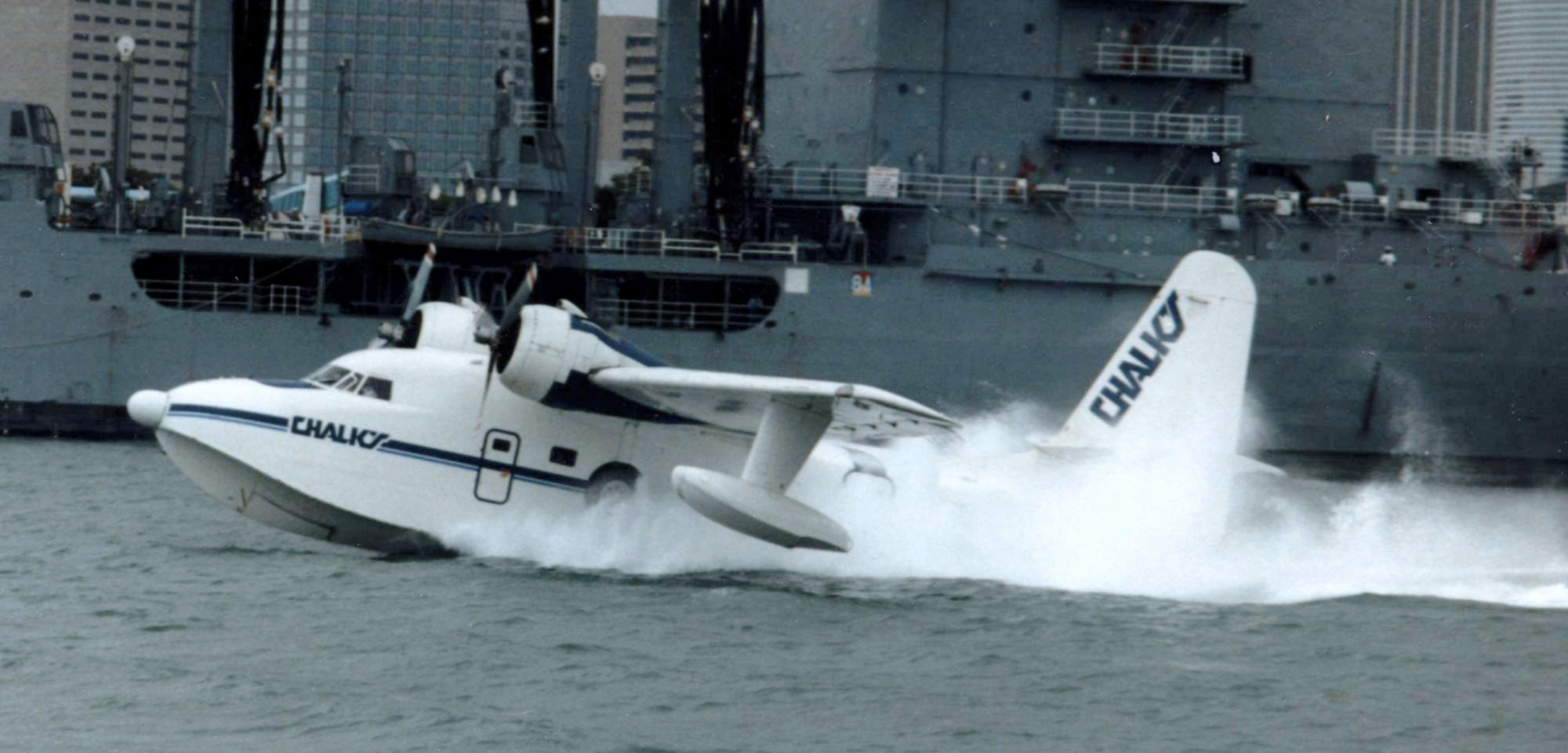
Американський летючий човен Grumman HU-16 Albatross

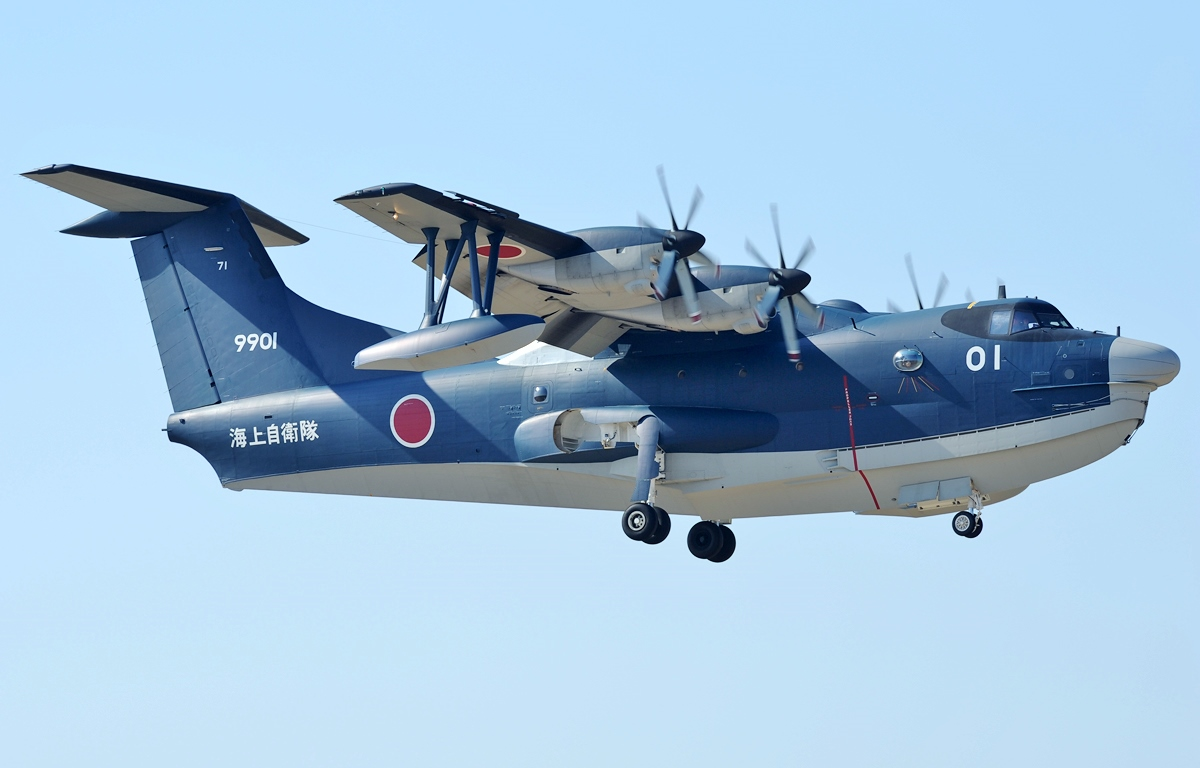
Японський летючий човен короткого зльоту та посадки (STOL) ShinMaywa US-2

Летючий човен[джерело?] або літаючий човен — тип літака-гідроплана з фіксованим крилом, нижня частина корпусу якого виготовлена у вигляді човна, пристосованого для швидкого пересування по поверхні води. Летючий човен, як правило, не має відповідного посадкового устаткування, яке б дозволяло йому приземлюватися на суходолі. Він відрізняється від поплавкового гідролітака тим, що використовує спеціальний фюзеляж, який може плавати, забезпечуючи плавучість літака. Летючі човни можуть стабілізуватися на водній поверхні за допомогою підкрильних поплавків або крилоподібних виступів (т. зв. спонсонів) у нижній частині фюзеляжу. Протягом першої половини XX століття летючі човни були одними з найбільших літаків, за розмірами їх перевищували лише бомбардувальники, розроблені під час Другої світової війни. Їхньою перевагою була спроможність використовувати воду замість коштовних наземних злітно-посадкових смуг, що робило їх основою для міжнародних авіакомпаній у міжвоєнний період. Вони також зазвичай використовувалися для морського патрулювання та рятування на морі.

## Конструкція
Створення летючих човнів було викликане необхідністю збільшення габаритних розмірів гідролітаків з метою розміщення пасажирів і обладнання.
Летючі човни поділяються на одночовнові, двочовнові (типу «катамаран») і інтегральну схеми літальних апаратів (остання найбільш доцільна для важких багатоцільових океанських гідролітаків). Крім високих аеродінамічних та злітно-посадочних характеристик звичайного літака, летючий човен забезпечує основні морехідні якості (плавучість, поздовжню і поперечну остійність, глісування, керованість, непотоплюваність тощо), тобто можливість експлуатації в акваторіях за певних гідрометеорологічних умов (швидкість і напрям вітру, форма, висота і довжина хвиль води та інше).
Для досягнення оптимальніших характеристик летючим човнам надають плавно обтічну, загострену до носа і корми форму, що відрізняється формою днища у вигляді кіля, з різко вираженим хвилерізом у носовій частині. На днище човна розташовуються поперечні редани (уступи на днище летючого човна для зриву водяного потоку або струменів), один — поблизу центру інерції, другий — у кормовій частині човна. З метою підвищення мореплавства на носовій частині днища човна іноді розміщують поздовжні редани.
Внаслідок високого розташування центру інерції одночовнова схема неостойчива в поперечній площині, тому вона забезпечується двома підкрильних поплавками чи зябрами (пластини трапецієподібної форми, які кріпляться до бортів летючого човна в середній частині, забезпечуючи в такий спосіб поперечну остійність). Для додання непотоплюваності внутрішній об'єм летючого човна розбивають водонепроникними перегородками на герметичні відсіки, що дозволяють човнові зберігати плавучість і остійність при пошкодженні конструкції і затопленні окремих відсіків.

## Відео
- The Flying Boats full documentary [Архівовано 29 серпня 2020 у Wayback Machine.]